# Les Échelles
Les Échelles är en kommun i departementet Savoie i regionen Auvergne-Rhône-Alpes i sydöstra Frankrike. Kommunen ligger i kantonen Les Échelles som tillhör arrondissementet Chambéry. År 2022 hade Les Échelles 1 270 invånare.

## Befolkningsutveckling
Antalet invånare i kommunen Les Échelles
| Referens: INSEE |